# Xã Boone, Quận Crawford, Missouri
Xã Boone (tiếng Anh: Boone Township) là một xã thuộc quận Crawford, tiểu bang Missouri, Hoa Kỳ. Năm 2010, dân số của xã này là 5.892 người.